# Paltamo
Paltamo [ˈpɑltɑmɔ] (schwedisch historisch Paldamo) ist eine Gemeinde im Nordosten Finnlands. Sie liegt rund 500 Kilometer nördlich der Hauptstadt Helsinki rund um das östliche Ende des Sees Oulujärvi.
Neben dem namensgebenden Hauptort Paltamo am Ufer des Oulusees gehören das Dorf Kontiomäki sowie die Siedlungen Hakasuo, Härmänmäki, Kivesjärvi, Melalahti und Mieslahti zur Gemeinde.
Das Wort paltamo bedeutet „Teerboot“, also ein längliches Boot, in dem zähflüssiger Teer transportiert wurde. Die Teerbrennerei war in Paltamo wie in der gesamten Landschaft Kainuu bis in das 20. Jahrhundert ein wichtiger Wirtschaftszweig; der aus den dortigen Wäldern gewonnene Teer wurde dann über den Oulujoki an die Küste verschifft, von wo er dann exportiert wurde. Drei der besagten Teerbote zieren auch das Wappen der Gemeinde.
Seit Jahrzehnten leidet Paltamo wie die gesamte Region unter dem Niedergang der Forstwirtschaft und einer durch die geographische Randlage bedingte Strukturschwäche und hatte so einen erheblichen Bevölkerungsschwund zu verzeichnen. 2004 lag die Arbeitslosenquote mit rund 22 Prozent weit über dem Landesdurchschnitt. Dabei ist die Verkehrserschließung im Vergleich zu anderen Gemeinden der Region gut. Paltamo liegt an der Staatsstraße 22 und verfügt über einen eigenen Bahnhof an der Bahnstrecke Oulu-Kontiomäki. Zudem bestehen regelmäßige Busverbindungen ins rund 35 km südlich gelegene Kajaani, die nächstgelegene Stadt.
Neben der malerischen Seenlandschaft ist die Hauptsehenswürdigkeit Paltamos eine 1726 erbaute Holzkirche.

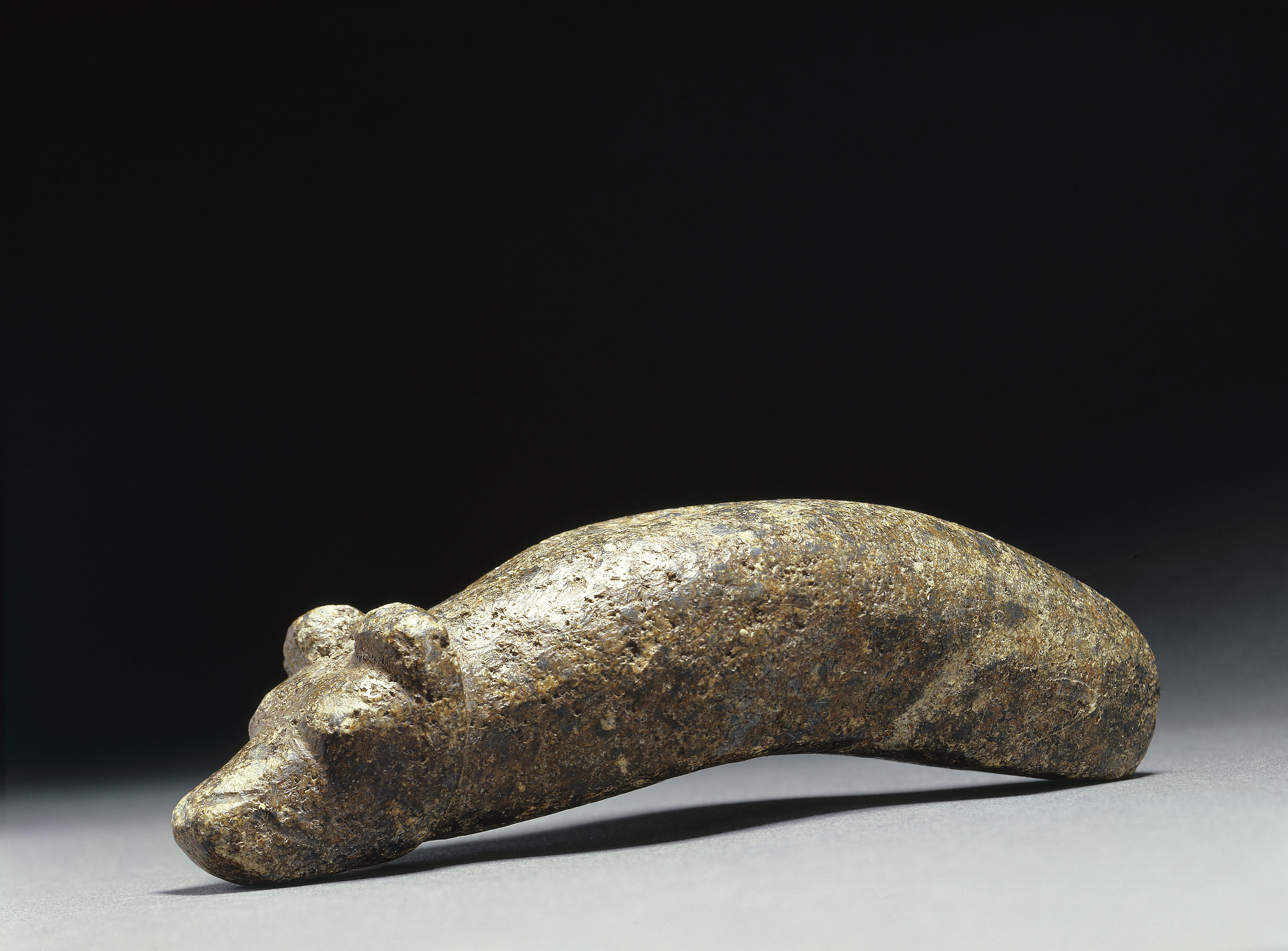
Die steinzeitliche Bärenkopfkeule von Paltamo. Bärenkopfobjekte könnten Totemtiere dargestellt haben

## Partnerschaften
- Lycksele, Schweden
- Pitkjaranta in der Republik Karelien, Russland

## Söhne der Gemeinde
- Daniel Cajanus (1704–1749), „Riese“
- Eino Leino (1878–1926), Schriftsteller
- Frans Heikkinen (1906–1943), Skilangläufer
- Kalle Heikkinen (1908–1938), Skilangläufer
- Väinö Markkanen (1929–2022), Sportschütze
- Ismo Falck (* 1966), Bogenschütze, Silbermedaillengewinner bei Olympia